# Marseljäsen (film, 1930)
Marseljäsen (engelska: Captain of the Guard) är en amerikansk romantisk dramafilm från 1930 i regi av John S. Robertson och Paul Fejos. I huvudrollerna ses Laura La Plante, John Boles och Sam De Grasse. Filmen utspelar sig under den franska revolutionen.

## Rollista i urval
- Laura La Plante – Marie Marnay
- John Boles – Rouget de Lisle
- Sam De Grasse – Bazin
- James A. Marcus – Marnay
- Lionel Belmore – hussaröverste
- Stuart Holmes – Ludvig XVI
- Evelyn Hall – Marie-Antoinette
- Claude Fleming – magistrat
- Murdock MacQuarrie – Pierre
- Richard Cramer – Danton
- Harry Burkhardt – Materown
- George Hackathorne – Robespierre
- DeWitt Jennings – präst
- Harry Cording – Le Bruin
- Otis Harlan – Jacques
- Walter Brennan – bonde (ej krediterad)